# Trampolino Fratelli Nogara
Il Trampolino Fratelli Nogara è un trampolino situato a Tarvisio, in Italia.

## Storia
Aperto nel 1972 e ricostruito nel 2002, l'impianto ha ospitato i Campionati mondiali juniores di sci nordico nel 1972 e nel 2007, la XXI Universiade invernale nel 2003 e una tappa della Coppa del Mondo di combinata nordica 1986.

## Descrizione
Il trampolino normale HS100 ha il punto K a 90 m; il primato di distanza appartiene al sudcoreano Hyun-ki Kim (97 m nel 2003). Il complesso è attrezzato anche con salti minori HS 36 con punto K 31 chiamato Nino De Martis, un HS 25 con punto K 21 dedicato a Gianni Nervi e K8. Vi è la possibilità di utilizzarli sia nel periodo invernale che in quello estivo.